# Требюшон, Огюстен

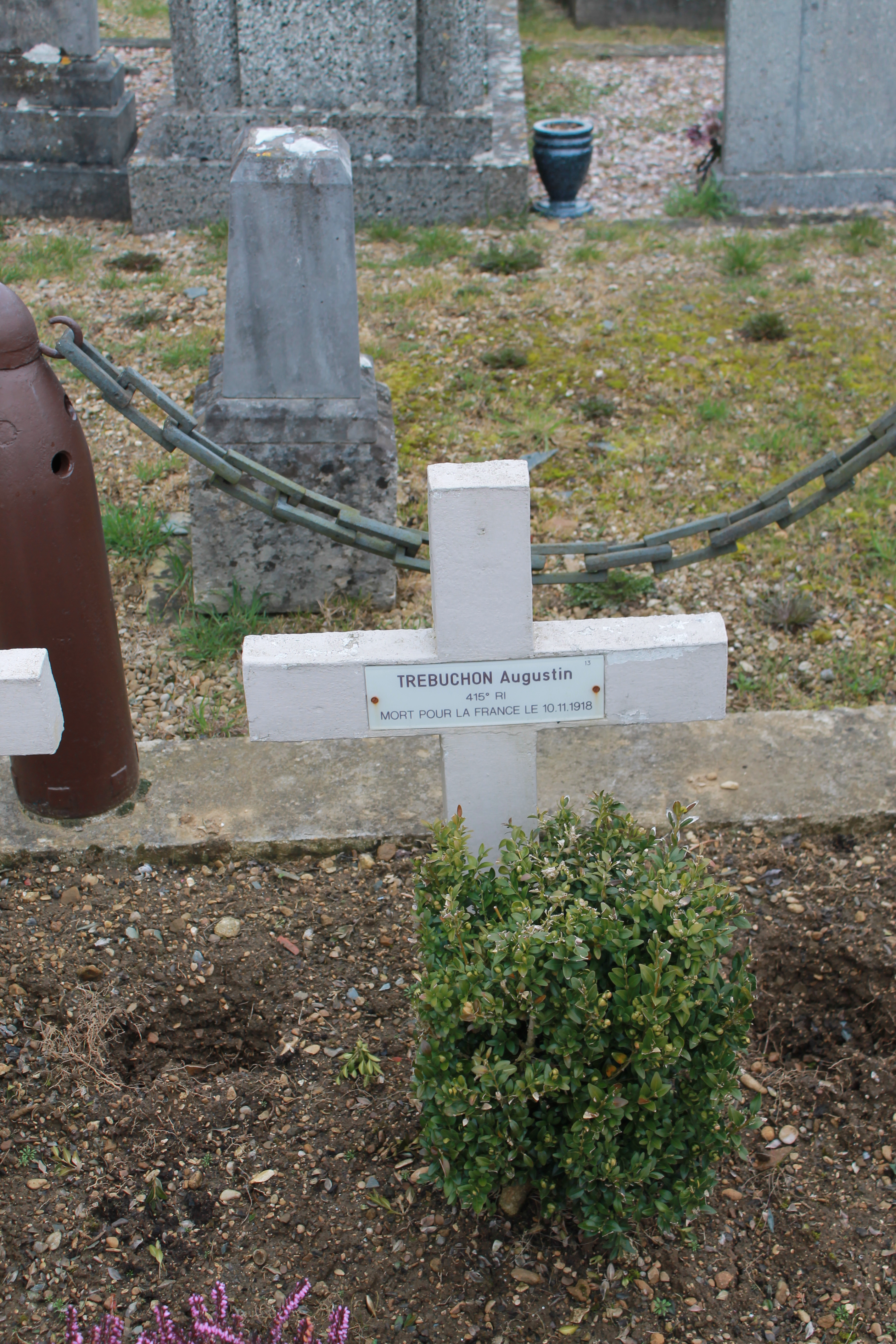
Могила Огюстена Требюшона на кладбище во Вринь-Мёз

Огюсте́н-Жозе́ф Викторе́н Требюшо́н (фр. Augustin-Joseph Victorin Trébuchon; 30 мая 1878 – 11 ноября 1918) был последним французским солдатом, погибшим во время Первой мировой войны. Он был убит пулей за 15 минут до вступления в силу перемирия, в 10:45 утра 11 ноября 1918 года. В штабе французской армии не хотели придавать огласке тот факт, что войска посылались в бой после подписания перемирия, поэтому дата его смерти была записана днём ранее.

## Биография
Огюстен Требюшон родился в деревне Монткабре (коммуна Ле Мальзевиль, департамент Лозер) 30 мая 1878. В семье среди четырёх братьев и четырёх сестёр он был самым старшим ребёнком. Его мать умерла, когда он был в юношеском возрасте, отец скончался ещё через девять лет после этого события. В армию вступил добровольцем 4 августа 1914 года, сразу после начала войны. До этого он был пастухом и играл на аккордеоне на деревенских свадьбах. Получил назначение в 415-й пехотный полк, где служил посыльным. К концу войны, когда его перевели в Арденны, Огюстен успел принять участие во Второй битве на Марне, при Артуа и на Сомме. Он два раза был ранен, при этом один раз он получил тяжёлое ранение руки в результате взрыва артиллерийского снаряда. В комментарии о повышении его в звание Soldat de Première Classe (рядового первого класса) в сентябре 1918 года было сказано, что Огюстен - «хороший солдат, который всегда исполняет свой долг, при любой обстановке сохраняет спокойствие, а для своих молодых товарищей служит великолепным примером для подражания.»
Требюшон, будучи посыльным, узнал о подписании перемирия первым среди солдат своего подразделения. 163-й пехотной дивизии было приказано начать атаку на позиции немецкой гвардии при Вринь-Мёз в Арденнах. Генерал Анри Гуро приказал своим войскам пересечь Маас и начать наступление «как можно быстрее, при помощи любых средств и любой ценой». Предполагалось, что наступление положит конец любым возможным колебаниям германской стороны во время переговоров в Компьене. Маршал Фош считал, что немцы старались оттянуть подписание договора, и поэтому приказал Филиппу Петену, чтобы тот начал наступление на Маас.
Требюшон был на полпути между городом Седан и Шарлевиль-Мезьер. Шёл дождь, Маас вышел из берегов, ширина реки составляла 70 метров, а температура была ниже нуля градусов. В результате боевых действий все мосты через реку были разрушены, поэтому сапёры работали день и ночь, чтобы наладить понтонную переправу. Противоположный берег не был разведан из-за плохой погоды, из-за которой разведывательные самолёты не могли совершить вылет. Около 700 солдат французской армии перешли через реку немногим позднее 8 утра, проводя за собой телефонные провода. Некоторые из них упали в реку и утонули. Это были первые смерти в то утро на данном участке фронта.
Туман рассеялся в 10:30 и французы смогли увидеть немецкие позиции, которые находились в нескольких сотнях метров перед ними на немного более высокой высоте. Французы рассредоточились на расстоянии трёх километров между рекой и железной дорогой. Немцы открыли по ним огонь из пулеметов. Французы послали разведывательный самолёт, поскольку погода улучшилась, и теперь артиллерия смогла начать обстрел, не опасаясь того, что под него могут попасть свои. Около 6 часов вечера над полем боя снова сгустилась тьма, а само столкновение продолжалось до тех пор, пока не поступили вести о перемирии.
Последним из 91 погибших в тот день солдат был Требюшон, оставшийся лежать на земле «с красным отверстием в правом боку», хотя скорее всего это было образное выражение, взятое из широко известного стихотворения Артура Рембо "Le Dormeur du Val" (Спящий в долине). Требюшону было 40 лет. Он был убит вблизи железнодорожной линии. В его руке было сообщение, в котором говорилось: «Rassemblement à 11h 30 pour le ravitaillement» ― «Сбор в 11:30 на обед.» После наступления перемирия французы отступили, не похоронив погибших.

## Память

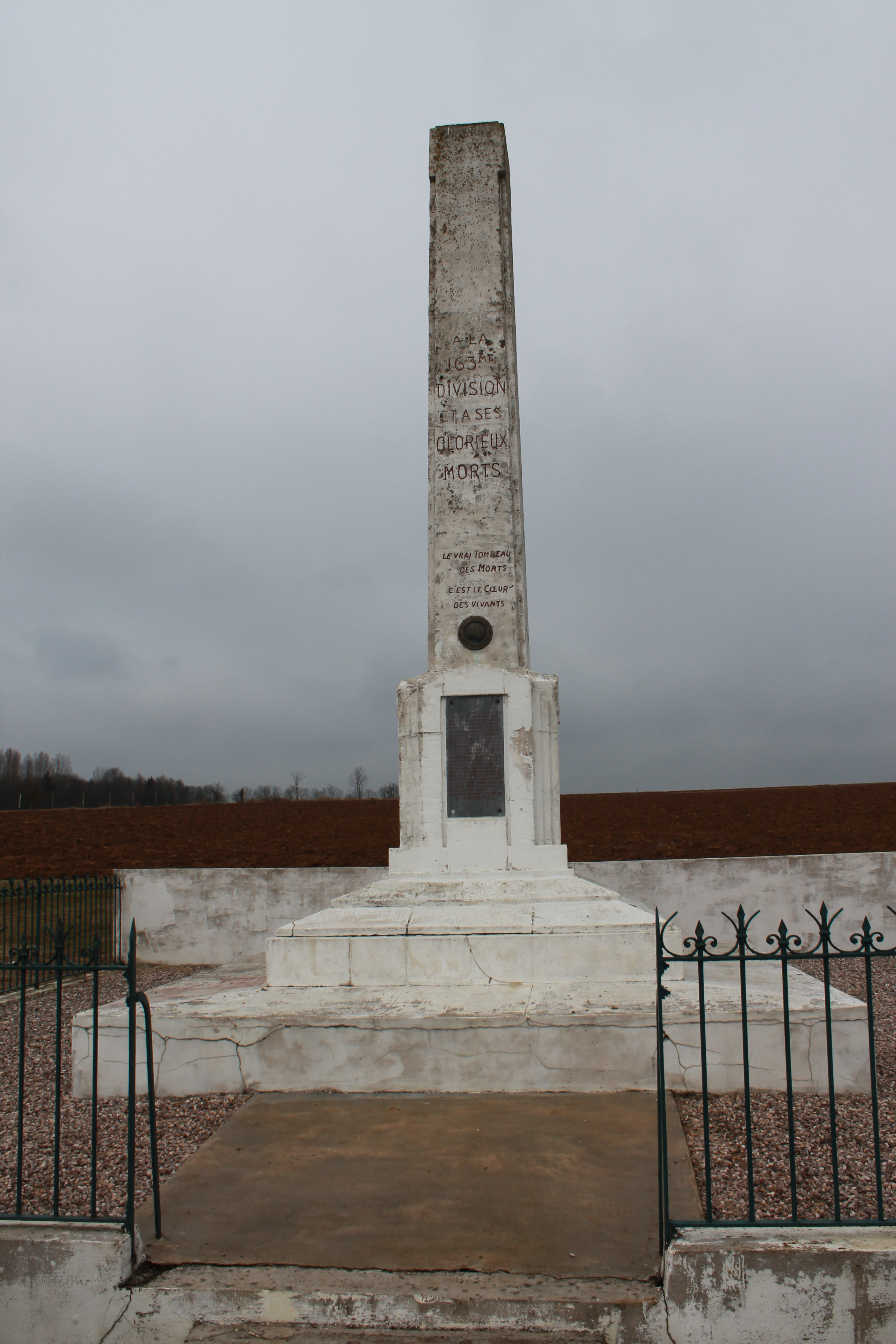
Памятник солдатам 163-й пехотной дивизии в Вринь-Мёз.

Требюшон был похоронен в могиле под номером 13 на кладбище в Вринь-Мёз.
Судьба Требюшона не была общеизвестной до тех пор, пока ушедший на пенсию заводчик Рене Фузелье не начал исследовать информацию о личностях тех французских солдат, которые погибли последними в той войне. По его словам, «благодаря тем компьютерам, которых мы сегодня имеем, найти информацию о нём и о других poilus (солдатах) было очень легко.»
На мемориалах в Мользье-Форен и в его деревне дата его смерти значится 10 ноября. Германская сторона запросила перемирие 9 ноября, которое вступило в силу 11-го числа того же месяца. Доподлинно неизвестно, кто приказал изменить даты смерти, но это было сделано для всех солдат, погибших 11-го ноября. Предположение о том, что армейское командование стыдилось того, что приказывало посылать солдат в бой после подписания перемирия, было выдвинуто после того, когда 115-й пехотный полк не был приглашен на парад победы в Париже 14 июля 1919 года.
На мемориале в его деревне Требюшон именуется Викторином, т.е. своим вторым именем, а не Огюстеном.
Одна из улиц в городке Вринь-Мёз, рядом с которым он погиб и был похоронен вместе с 17 товарищами на кладбище, была названа в его честь.